# ایست وینگ (قزاقستان)
ایست وینگ (به انگلیسی: East Wing) یک شرکت هواپیمایی است که در تاریخ ۲۰۰۶ میلادی تأسیس شده است.
دفتر مرکزی ایست وینگ در شهر آلماتی کشور قزاقستان واقع شده‌است و قطب این شرکت هواپیمایی در فرودگاه بین‌المللی آلماآتی قرار دارد.